# Alassane Ndao
Alassane Ndao (Dakar, 20 dicembre 1996) è un calciatore senegalese, centrocampista del Konyaspor.

## Carriera

### Club
Ha giocato nella prima divisione senegalese, in quella turca ed in quella saudita.

### Nazionale
Tra il 2017 ed il 2019 ha totalizzato complessivamente 6 presenze ed una rete con la maglia della nazionale senegalese.